# 砷杂乙炔
砷杂乙炔是一种有机砷化合物，化学式为H-C≡As，它的化学性质很活泼，且动力学稳定性比同族的磷杂乙炔差。它在气态的酸性弱于同族的氰化氢。

## 制备及结构
砷杂乙炔由三部反应制备，首先以三氯化砷和溶剂稀释的二氯甲烷锂盐为原料，在低温（−110 °C）下制备二氯甲基二氯化砷（CHCl2AsCl2），然后将上一步的氯化胂产物用四乙二醇二甲醚溶解，通过过量的三甲基氢化锡还原，得到二氯甲基胂（CHCl2AsH2），最后将得到的二氯甲基胂气化，于碳酸钠上加热，进行真空气固反应，先生成CHCl=AsH，之后得到产物H-C≡As。
在H-C≡As分子中，C≡As键长为1.649 A, C-H键长为1.075 A。

## 拓展阅读
- Alberto Luna, Manuel Alcamı́, Otilia Mó, Manuel Máñez. . International Journal of Mass Spectrometry. 2000-07, 201 (1-3): 215–231  [2019-11-01]. doi:10.1016/S1387-3806(00)00228-1. （原始内容存档于2018-06-18） （英语）.